# Sit del Japó
El sit del Japó (Emberiza sulphurata) és un ocell de la família dels emberízids (Emberizidae).

## Hàbitat i distribució
Habita zones clares amb arbusts i baixa vegetació secundària als turons i muntanyes, del centre del Japó, principalment a Honshū. Fora de l'època de cria arriba també fins Corea i les Filipines.